# El Coco (Panamá Oeste)
El Coco es un corregimiento ubicado en la provincia de Panamá Oeste en la república de Panamá; forma parte del populoso distrito de La Chorrera, tiene una población de 22 807 habitantes (2023),

## Creación
En 1909 por gestión promovida por el alcalde Baldomero González, mediante acuerdo n.º 11 del 14 de noviembre de 1909 y siendo presidente del Consejo Municipal José de la Rosa Veces, se fundaron 9 corregimientos, entre estos se encuentra El Coco y La Laguna, compuesto entonces por Potrero Grande, La Doradilla, El Coco (Cabecera), El Espino, Cerro Negro y El Guayabo.
En 1927 cuando mediante acuerdo n.º 10 del 2 de junio se fundaron 12 corregimientos, y aparece por segunda vez El Coco con el mismo nombre con una corrección en sus regidurías así: La Doradilla, Perdiz, La Laguna, Cerro Negro, Potrero Grande, Raudal y Aguacate.

## Toponimia
El origen del nombre del corregimiento se presume en la abundancia de cocoteros que había en el área. Otros por su parte señalan que en los inicios había muchos indígenas a los que les llamaban coco como sinónimo de Cholo.

## Historia
Este corregimiento experimentó un acelerado proceso de expansión durante el pasado decenio, debido principalmente a la acción de pobladores que ocuparon, a través de procesos informales y autoconstrucción, las áreas del oeste, hacia Loma Acosta. Sin embargo, con la nueva orientación del crecimiento hacia el este, se proyecta un desarrollo más lento en El Coco, con la incorporación de nuevas áreas de baja densidad.

## Límites
- Norte: Corregimiento de Herrera y Corregimiento de Hurtado.
- Sur: Corregimiento de Guadalupe.
- Este: Corregimiento de Barrio Balboa.
- Oeste: Corregimiento de Santa Rita.